# Сейсмічність Сполучених Штатів Америки
Територія США — окрім центральної материкової частини, характеризується досить високою сейсмічністю. 

## Загальна характеристика
На території США виділяється декілька сейсмоактивних зон, в яких можливі сейсмічні впливи з інтенсивністю 8,0 балів і вище. Повторюваність землетрусів в цих зонах неоднакова: близько 90 % землетрусів в континентальній частині США, включаючи Аляску, припадає на Каліфорнію і західні райони Невади. Загалом причини каліфорнійських землетрусів пов'язані з взаємним переміщенням Тихоокеанської і Північно-Американської плит, які розділяються розломом Сан-Андреас. Землетруси з магнітудою понад 8,0 балів відбуваються в цій зоні в середньому один раз на 100—140 років. Проте, за результатами останніх досліджень 2024 року, місцевість поблизу розлому Сан-Андреас вже готова до землетрусу силою до 8,3 балів за шкалою Ріхтера, а підводна лінія розлому в зоні субдукції Каскадія (Cascadia Subduction Zone) на західному узбережжі США, яка протягається на 965 км вздовж узбережжя південної Канади, Вашингтона, Орегона і Північної Каліфорнії, може в найближчий час спровокувати катастрофічний мегаземлетрус магнітудою 9,0 балів. 
Інтенсивність близько 8,0 балів (за шкалою Ріхтера) спостерігається приблизно один раз на 10 років. За інформацією газети Los Angeles Times, щорічно у Каліфорнії та Неваді, в середньому відбувається близько п’яти землетрусів магнітудою від 6,0 до 7,0 балів (за шкалою Ріхтера).
У північно-східній частині штату Вашингтон на Тихоокеанському узбережжі виділена зона підвищеної небезпеки, де період повторюваності струсів до 8,0 балів рівний 20 рокам.
Сейсмоактивна зона протяглася через штати Монтана, Айдахо, Вайомінг і Юту. Тут розподіл епіцентрів землетрусів в просторі добре корелює з відомими розломами.
Центральна частина США — має низьку сейсмічність.
У північно-східній частині США виділяються дві сейсмоактивні зони, одна з яких протягається вздовж долини річки Святого Лаврентія, а інша знаходиться в прибережній частині штату Массачусетс. Катастрофічні землетруси повторюються тут приблизно один раз на 500—1000 років. Високою сейсмічністю відрізняється Аляска.
У внутрішніх районах Аляски є великі активні розломи де й можливі сильні землетруси.

## Землетруси минулих століть
У 1811-1812 роках, у Новому Мадриді на схід від Скелястих гір відбулася серія інтенсивних і дуже сильних внутрішньоплатформних землетрусів магнітудою 7,2–8,2 балів. Вони залишаються найпотужнішими землетрусами у США.

## Землетруси XX століття

### 1964
27 березня відбувся Великий Аляскінський землетрус потужністю 9,2 балів (за шкалою Ріхтера) — найсильніший землетрус США та другий за потужністю за всю історію спостережень після Великого Чилійського землетрусу.

### 1968
9 листопада, об 11:02 (за місцевим часом), у штаті Іллінойс на Середньому Заході стався землетрус потужністю 5,4 балів (за шкалою Ріхтера). Іллінойський землетрус, незважаючи на те, що смертельних випадків він не приніс, спричинив значну структурну шкоду будівлям, включаючи повалення димоходів та трясіння будівель в найбільшому місті регіону Чикаго. Землетрус був одним із найбільш широко відчутних в історії США, в значній мірі вплинув на 23 штатів та площі 580 000 миля2 (1 500 000 км2).

### 1983
Землетрус магнітудою 5,1 балів (за шкалою Ріхтера) стався в Ньюкомбі на півночі штату Нью-Йорк.

### 1989
Землетрус магнітудою 6,9 балів (за шкалою Ріхтера), що стався 17 жовтня у Північній Каліфорнії на секції розлому Сан-Андреас. Найбільші пошкодження та збитки прийшлися на місто Санта-Круз. У результаті землетрусу більш 18 тисяч будинків було зруйновано, загинуло 63 людини, 3757 — отримали поранення.

## Землетруси XXІ століття

### 2002
3 листопада, о 22:12:41 (UTC), поблизу на Алясці (США) стався сильний (за шкалою інтенсивності МSK-64) землетрус магнітудою 7,9 балів (за шкалою Ріхтера). Епіцентр землетрусу знаходився за 66 км (41 милі) від Національного парку Деналі, за 70 км (43 миль) від Кантвелла (Аляска), за 283 км (176 миль) від Анкориджа (Аляска). Гіпоцентр землетрусу залягав на глибині 5,0 км (3,1 милі). Цей землетрус, який став одним з найбільших, коли-небудь зареєстрованих на землях США, стався в системі розломів Деналі-Точчунда, яка є однією з найдовших систем зсувів у світі та за розміром конкурує зі знаменитою каліфорнійською системою зсувів Сан-Андреас, яка породила руйнівний землетрус магнітудою 7,8 балів у Сан-Франциско в 1906 році.

### 2012
У квітні біля берегів штату Орегон і центрального узбережжя Каліфорнії (США) сталися землетруси, які були оцінені в 6,2 і 5,3 балів (за шкалою Ріхтера) відповідно.

### 2014
25 серпня, на околицях міста Сан-Франциско (штат Каліфорнія) стався сильно помірний (за шкалою інтенсивності МSK-64) землетрус магнітудою 6,1 балів (за шкалою Ріхтера). В результаті землетрусу, понад 100 людей отримали поранення, 89 з яких були направлені до лікарень. За даними місцевої влади, в постраждалому регіоні, що охоплює округи Напа, Санта-Крус і Вайн, були зафіксовані численні пошкодження будівель, перервано газо - і водопостачання, пошкоджені історичні споруди. Декілька будинків згоріли вщент в результаті пожежі, що спалахнула через розрив газопроводу. За оцінками вчених, зазначений землетрус став найсильнішим за останні 25 років.

### 2018
12 серпня, в північній частині штату Аляска (США), Головним центром спеціального контролю ДКАУ,  зафіксовано сильно помірний (за шкалою інтенсивності МSK-64) землетрус магнітудою 6,4 балів (за шкалою Ріхтера).

### 2019
3 квітня, о 00:35 (за київським часом), поблизу острова Кіска в районі Алеутських островів (штат Аляска) стався сильно помірний (за шкалою інтенсивності МSK-64) землетрус магнітудою 6,5 балів (за шкалою Ріхтера). За даними Геологічної служби США (USGS), епіцентр землетрусу знаходився за 31 км на північний схід від острова, гіпоцентр землетрусу залягав на глибині 19,1 км. Інформації про потерпілих і руйнування не надходило.
24 листопада, неподалік узбережжя американського штату Аляска стався сильно помірний (за шкалою інтенсивності МSK-64) землетрус силою у 6,3 балів (за шкалою Ріхтера). За даними Геологічної служби США (USGS), епіцентр землетрусу розташовувався на відстані 83,4 км на південний схід від міста Адак. Гіпоцентр землетрусу залягав на глибині 25 км. Інформації про постраждалих не було.

### 2021
11 січня, о 09:19 (за київським часом), поблизу західного узбережжя штату Аляска стався помірний (за шкалою інтенсивності МSK-64) землетрус магнітудою 5,1 балів (за шкалою Ріхтера). Згідно повідомлення Геологічної служби США (USGS), епіцентр землетрусу знаходився за 125 км від міста Акутан, гіпоцентр землетрусу залягав на глибині 36 км.
29 липня, біля берегів штату Аляска стався дуже сильний (за шкалою інтенсивності МSK-64) землетрус магнітудою 8,2 балів (за шкалою Ріхтера). Згідно повідомлення Геологічної служби США (USGS), епіцентр підземних поштовхів перебував на відстані 91 км від переписної місцевості Перрівілл, гіпоцентр землетрусу залягав на глибині 46,7 км. Після землетрусу було оголошено загрозу цунамі.
21 грудня, біля узбережжя штату Каліфорнія було зафіксовано сильно помірний (за шкалою інтенсивності МSK-64) землетрус магнітудою 6,2 балів (за шкалою Ріхтера). Епіцентр землетрусу знаходився в акваторії Тихого океану приблизно за півсотні кілометрів від міста Ферндейл з гіпоцентром на глибині 9,3 км. Дані місцевих ЗМІ свідчать про те, що близько 25 тисяч людей опинилися у зоні сильної або дуже сильної тряски. При цьому жителі таких віддалених районів, як Сакраменто та район затоки Сан-Франциско, також відчували сейсмічну активність. В результаті зсувів були перекриті деякі автодороги в окрузі Гумбольдт. Також зазнали пошкоджень будівлі.

### 2022
20 грудня, сильно помірний (за шкалою інтенсивності МSK-64) землетрус магнітудою 6,4 балів (за шкалою Ріхтера) стався за 5 км від узбережжя Тихого океану на півночі штату Каліфорнія. За даними Геологічної служби США (USGS), підземні поштовхи зафіксовані о 2:34 ранку за місцевим часом поблизу міста Юрика з гіпоцентром на глибині 16 км. Згодом сталося більше десятка слабших повторних поштовхів. Внаслідок землетрусу без електроенергії залишилися понад 70 тисяч споживачів у окрузі Гумбольдт. Повідомлялося про двох загиблих та десятки поранених.

### 2023
6 лютого, відчутний (за шкалою інтенсивності МSK-64) землетрус магнітудою 3,8 балів (за шкалою Ріхтера) був зафіксований неподалік від міста Баффало (штат Нью-Йорк). Зазначалося, що це був найсильніший землетрус, зареєстрований у цьому регіоні за останні 40 років.
19 березня, згідно повідомлення видання Anchorage Daily News, помірний (за шкалою інтенсивності МSK-64) землетрус магнітудою 5,4 балів (за шкалою Ріхтера) стався поблизу півострову Кенай (штат Аляска). За даними Геологічної служби США (USGS), епіцентр землетрусу, який стався о 17:06 за місцевим часом, знаходився приблизно за 21 км на захід від міста Гомер, у водах поблизу місця злиття затоки Кука та затоки Качемак. Згідно з інформацією Центру зі спостереження за землетрусами Аляски, поштовхи були зафіксовані на глибині 65 км. Їх було відчутно по всьому півострову Кенай, аж до Анкоріджа та Мат-Су.
21 травня, згідно повідомлення агентства Reuters, біля узбережжя північної Каліфорнії стався помірний (за шкалою інтенсивності МSK-64) землетрус магнітудою 5,5 балів (за шкалою Ріхтера). За інформацією Геологічної служби США (USGS), епіцентр землетрусу знаходився на відстані 108 км на захід від громади Петролія, гіпоцентр землетрусу залягав на глибині 10 км.
19 червня, згідно повідомлення агентства Reuters з посиланням на дані Європейського середземноморського сейсмологічного центру (EMSC), у Каліфорнійській затоці поблизу узбережжя Мексики стався сильно помірний (за шкалою інтенсивності МSK-64) землетрус магнітудою 6,4 балів (за шкалою Ріхтера). Водночас, за даними Геологічної служби США (USGS), землетрус мав потужність 6,3 балів. Гіпоцентр землетрусу залягав на глибині 10 км. Невдовзі після цього система попередження про цунамі США заявила, що загрози для Західного узбережжя країни, Британської Колумбії та Аляски — немає. Офіс цивільної оборони Мексики також підтвердив відсутність повідомлень про пошкодження в районах, де відчувались поштовхи, проте рекомендував човнарям і жителям узбережжя вжити заходів безпеки через можливі течії у портах. В Управлінні цивільної оборони Мексики заявили, що в регіоні, де стався землетрус, можуть бути виявлені невеликі коливання рівня морської води в межах кількох сантиметрів.
15 липня, у вечірній час, біля південного узбережжя Аляски стався сильний (за шкалою інтенсивності МSK-64) землетрус магнітудою 7,2 балів (за шкалою Ріхтера). Згідно повідомлення CNN, землетрус був зафіксований за 88,5 км на південний захід від міста Сенд-Пойнт, штат Аляска, з гіпоцентром на глибині майже 21 км. Було оголошено попередження про цунамі для деяких штатів поблизу Алеутських островів. Обсерваторія вулканів Аляски також надіслала повідомлення про загрозу для вулкана Шишалдина, який перед землетрусом викинув стовп попелу. За даними обсерваторії, сейсмічні поштовхи почали збільшуватися 15 липня близько 17:00 за місцевим часом.
14 серпня, близько 17 години (за київським часом), в Тихому океані, поблизу Північних Маріанських Островів (володіння США) стався сильно помірний (за шкалою інтенсивності МSK-64) землетрус з магнітудою 6,1 балів (за шкалою Ріхтера). Згідно повідомлення Геологічної служби США (USGS), епіцентр землетрусу був зафіксований за 276 км від основного населеного пункту острова міста Сан Хосе.
21 серпня, в американському штаті Каліфорнія під час тропічного шторму Хіларі стався помірний (за шкалою інтенсивності МSK-64) землетрус магнітудою 5,1 балів (за шкалою Ріхтера). Згідно повідомлення агентства Reuters з посиланням на моніторингові служби Сполучених Штатів вказується, що епіцентр землетрусу знаходився на північ від міста Лос-Анджелес в окрузі Вентура. Після поштовху сталося декілька дрібних афтершоків.

### 2024
5 квітня, о 10:30 за місцевим часом (17:30 – за київським), на Північному сході США стався сильно відчутний (за шкалою інтенсивності МSK-64) землетрус магнітудою 4,8 балів (за шкалою Ріхтера). За повідомленням місцевої геологічної служби, епіцентр землетрусу був розташований в Тьюксбері поблизу станції Вайтхаус (штат Нью-Джерсі), тобто за 40 миль (64 км) на захід від міста Нью-Йорка. Гіпоцентр землетрусу залягав на глибині 2,9 милі (4,7 км). Окрім штату Нью-Йорк, поштовхи були відчутні по всій території штатів Коннектикут і Пенсильванія. Цей землетрус вже називають найпотужнішим за останні 100 років в даній місцевості.
26 липня, з посиланням на британське видання Daily Mail, вчені попередили, що на ділянці завдовжки понад 240 км, яка пролягає через штати Міссурі, Арканзас, Теннессі, Кентуккі та Іллінойс, може статися мегаземлетрус. У зоні ризику перебуває близько 11 млн мешканців цих регіонів.
12 серпня, на півдні Каліфорнії зафіксували підземні поштовхи силою близько 4,4 балів (за шкалою Ріхтера). Геологічна служба США (USGS) повідомила, що гіпоцентр землетрусу знаходився на глибині 12 км під землею, а відчути його могли жителі Хайленд-парку – східного густонаселеного району Лос-Анджелеса.
5 грудня, з посиланням на новинний вебсайтSFGate, в Північній Каліфорнії в окрузі Гумбольдт сталось декілька землетрусів, один з них, сильний (за шкалою інтенсивності МSK-64) землетрус сягав магнітуди 7,0 балів (за шкалою Ріхтера). За іншими джерелами, землетрус мав силу 7,3 балів. Було оголошено попередження про цунамі. Землетруси були зафіксовані поблизу міста Ферндейл на глибині 10 км.
10 грудня, о 01:08:31 (за київським часом), в районі штату Невада стався помірний (за шкалою інтенсивності МSK-64) землетрус магнітудою 5,6 балів (за шкалою Ріхтера). Згідно повідомлення Головного центру спеціального контролю ДКАУ, гіпоцентр землетрусу залягав на глибині 3 км.

### 2025
30 січня, о 06:40:08 (за київським часом), в районі центральної частини Аляски (США) зафіксовано помірний (за шкалою інтенсивності МSK-64) землетрус магнітудою 5,3 балів (за шкалою Ріхтера). Згідно повідомлення Головного центру спеціального контролю ДКАУ, гіпоцентр землетрусу  залягав на глибині 10 км.
14 квітня, о 10:08 (за тихоокеанським часом), на західному узбережжі США, в штаті Каліфорнія зареєстровано помірний (за шкалою інтенсивності МSK-64) землетрус магнітудою 5,2 балів (за шкалою Ріхтера). За даними сейсмологічної лабораторії Каліфорнійського технологічного інституту, епіцентр землетрусу знаходився поблизу містечка Джуліан в південній Каліфорнії. Гіпоцентр землетрусу залягав на глибині 13 км. Підземні поштовхи відчувалися на значній території штату, від Сан-Дієго до Лос-Анджелеса. Як повідомлялося, напередодні в Каліфорнії був зареєстрований дещо менш відчутний землетрус магнітудою до 3,3 балів (за шкалою Ріхтера).
16 липня, о 23:37:37 (за київським часом), поблизу півострова Аляска (США) зафіксовано сильний (за шкалою інтенсивності МSK-64) землетрус магнітудою 7,4 балів (за шкалою Ріхтера). Епіцентр землетрусу знаходився поблизу Алеутської зони субдукції на півдні Аляски. Згідно повідомлення Головного центру спеціального контролю ДКАУ, гіпоцентр землетрусу залягав на глибині 20 км. Землетрус спричинив локальні руйнування та сейсмічну активність по всьому світу. Енергія, що вивільнилася під час землетрусу, швидко вийшла за межі регіону. Вчені попереджають: справжня небезпека лише починається. За даними Центру землетрусів Аляски, розлом Тінтіна непомітно нарощує підземний тиск та може спровокувати потужний землетрус магнітудою 7,5 і більше. Цього буде достатньо, щоб зруйнувати дороги й трубопроводи, зокрема Трансаляскинський нафтопровід, а також спровокувати зсуви ґрунту в США і Канаді.

## Цікаві факти
22 і 23 липня 2023 року, як повідомила телерадіомовна корпорація BBC, аншлагові концерти Тейлор Свіфт у місті Сіетлі (США), спричинили сейсмічну активність, еквівалентну землетрусу магнітудою 2,3 балів (за шкалою Ріхтера), — про це повідомили в Університеті Західного Вашингтону. Шоу артистки побило попередній рекорд під час концерту, відомого як «Звіротруси», що відбувся в Сіетлі 2011 року. Тоді сейсмічну активність викликали уболівальники американського футболу. В даному випадку, різниця між магнітудами, створеними фанатами футболу та фанатами Свіфт, становила лише 0,3 балів.